# Преступники (фильм, 2023)
«Преступники» (исп. Los delincuentes) — комедийно-драматический фильм 2023 года режиссёра и сценариста Родриго Морено. Главные роли в картине исполняют Дэниел Элиас и Эстебан Бильярди.
Мировая премьера фильма состоялась 18 мая 2023 года в разделе «Особый взгляд» на 76-м Каннском кинофестивале. Фильм был выдвинут Аргентиной на участие в номинации «Лучший фильм на иностранном языке» на 96-й церемонии вручения премии «Оскар».

## Сюжет
Моран работает клерком в банке в Буэнос-Айресе. Коллеги по работе его практически не замечают. Однажды за ужином со своим коллегой Романом Моран рассказывает ему, что украл 650 000 долларов, что вдвое больше, чем он бы заработал до выхода на пенсию. Моран планирует сдаться, но перед этим он предлагает Роману разделить деньги, если тот согласится скрыть их на время своего заключения. И все это ради того, чтобы провести за свое преступление три года в тюрьме, а не 25 лет на работе в банке.

## Актёрский состав
- Дэниел Элиас — Моран
- Эстебан Бильярди — Роман
- Маргарита Мольфино — Норма
- Херман де Сильва — Дель Торо / Гарринча
- Мариана Чод — Марианела
- Габриела Сайдон — Флор
- Адриана Айземберг[англ.] — Клиентка банка